# Cyanogen azide
Cyanogen azide, N3CN hoặc CN4, là một hợp chất azide của carbon và nitơ, là một chất lỏng không màu, giống như dầu ở nhiệt độ phòng. Nó là một hóa chất dễ nổ, có thể hòa tan trong hầu hết các dung môi hữu cơ và thường được xử lý trong dung dịch loãng ở dạng này. Nó được tổng hợp lần đầu tiên bởi F. D. Marsh tại DuPont vào đầu những năm 1960.
Cyanogen azide là một chất nổ chính, mặc dù nó cực kỳ không ổn định để sử dụng trong thực tế như một chất nổ và cực kỳ nguy hiểm bên ngoài dung dịch loãng. Việc sử dụng nó trong hóa học như một chất phản ứng được điều chế tại chỗ để sử dụng trong quá trình tổng hợp các hóa chất như diaminotetrazole, ở dạng dung dịch loãng hoặc ở dạng khí khi áp suất giảm. Nó có thể được tổng hợp ở nhiệt độ thấp hơn nhiệt độ phòng từ phản ứng của natri azide với cyano chloride hoặc brom cyanide, được hòa tan trong dung môi như acetonitrile; phản ứng này phải được thực hiện cẩn thận do sản xuất từ độ ẩm vết của các sản phẩm phụ nhạy cảm với sốc.